# Wiki Loves Monuments
Wiki Loves Monuments (WLM) és una competició fotogràfica internacional anual que se celebra durant el mes de setembre, organitzada a tot el món per membres de la comunitat de Wikipedia amb l'ajut d'afiliats locals de Wikimedia a tot el món. Els participants fan fotografies de monuments històrics locals i llocs patrimonials de la seva regió i les pengen a Wikimedia Commons. L’objectiu de l'esdeveniment és ressaltar els llocs patrimonials dels països participants amb l’objectiu d’animar la gent a capturar imatges d’aquests monuments i posar-los sota una llicència lliure que després pugui ser reutilitzada no només a la Viquipèdia sinó a tot arreu.
La primera competició de Wiki Loves Monuments es va celebrar el 2010 als Països Baixos com a projecte pilot. L’any següent es va estendre a altres països d’Europa i, segons el llibre dels rècords Guinness, l'edició del 2011 de Wiki Loves Monuments va batre el rècord mundial del concurs de fotografia més gran. El 2012, la competició es va estendre més enllà d’Europa, amb un total de 35 països participants. Durant Wiki Loves Monuments 2012, més de 15.000 participants van penjar més de 350.000 fotografies de monuments històrics. El 2013, la competició Wiki Loves Monuments es va celebrar a sis continents, inclosa l’Antàrtida, i va comptar amb la participació oficial de més de cinquanta països de tot el món. L'edició del 2016 de WLM va rebre el suport de la UNESCO i va comptar amb 10.700 concursants de 43 països que van presentar 277.000 fotos.

## Història
WLM és el successor de Wiki Loves Art, que es va celebrar als Països Baixos el 2009. El concurs original de WLM per a "Rijksmonuments " (en neerlandès "monuments nacionals") va animar els fotògrafs a buscar llocs del patrimoni nacional neerlandès. Els Rijkmonuments incloïen arquitectura i objectes d’interès general reconeguts per la seva importància de bellesa, científica o cultural. Ubicacions com els jaciments arqueològics de Drenthe, el Palau Reial Noordeinde a La Haia i les cases dels canals d'Amsterdam formaven part de les més de 12.500 fotografies presentades durant el primer esdeveniment.
Aquest èxit va generar interès en altres països europeus i, mitjançant una col·laboració amb les Jornades Europees del Patrimoni, 18 estats amb l'ajuda de capítols locals de Wikimedia van participar en la competició del 2011, penjant prop de 170.000 imatges per la seva conclusió. El Llibre dels rècords Guinness reconegué l'edició de 2011 de Wiki Loves Monuments com el concurs de fotografia més gran del món amb 168.208 imatges penjades a Wikimedia Commons per més de 5.000 participants. En total, es van aportar unes 171.000 fotografies de 18 països participants a Europa. Alemanya, França i Espanya van aportar el nombre més gran de fotografies. Photo from Romania va guanyar el primer premi internacional, mentre que Estònia va aconseguir la segona posició i Alemanya la tercera posició al WLM 2011.
El 2012, el concurs Wiki Loves Monuments va comptar amb la participació oficial de més de trenta països i regions de tot el món: Andorra, Argentina, Àustria, Belarús, Bèlgica, Canadà, Catalunya, Xile, Colòmbia, República Txeca, Dinamarca, Estònia, França, Alemanya, Ghana, Índia, Israel, Itàlia, Kenya, Luxemburg, Mèxic, Països Baixos, Noruega, Panamà, Filipines, Polònia, Romania, Rússia, Sèrbia, Eslovàquia, Espanya, Sud-àfrica, Suècia, Suïssa, Ucraïna i els Estats Units Estats. En total es van aportar 363.000 fotos de 35 països participants. Alemanya, Espanya i Polònia van aportar el major nombre de fotografies. Una fotografia de la tomba de Safdarjung de Delhi, Índia, va guanyar el concurs que va suposar més de 350.000 contribucions. Espanya va aconseguir la segona posició i Filipines la tercera posició a l'edició 2012 del concurs anual de fotos WLM.
El 2013, la competició Wiki Loves Monuments va comptar amb la participació oficial de més de cinquanta països dels sis continents, inclosa l'Antàrtida. Entre els nous països participants hi havia Algèria, Xina, l'Azerbaidjan, Hong Kong, Jordània, Veneçuela, Tailàndia, Taiwan, Nepal, Tunísia, Egipte, el Regne Unit , Síria devastada per la guerra i molts altres. En total, es van aportar unes 370.000 fotos de més de 52 països participants. Alemanya, Ucraïna i Polònia van aportar el nombre més gran de fotografies. Suïssa va guanyar el primer premi internacional, mentre que Taiwan va aconseguir la segona posició i Hongria la tercera posició a l'edició 2013 de WLM.
La versió del 2014 del concurs va comptar amb més de 8.750 concursants de 41 països de tot el món, que van enviar més de 308.000 fotografies. Pakistan, Macedònia, Irlanda, República de Kosovo, Albània, Palestina, Líban i Iraq van debutar el 2014. Des del Pakistan, més de 700 concursants de tot el país van presentar més de 12.000 fotografies.
L'edició del 2015 va comptar amb la participació de més de 6.200 concursants de 33 països, amb més de 220.000 presentacions de fotografies durant tot el mes de setembre.
L'edició del 2016 de WLM va rebre el suport de la UNESCO i va comptar amb 10.700 concursants de 43 països que van presentar 277.000 fotos.

## Guanyadors
A continuació es mostra una llista dels guanyadors internacionals del primer premi de Wiki Loves Monuments:
| foto | Curs | Fotògraf                 | País          | Descripció                                                                                         |
| ---- | ---- | ------------------------ | ------------- | -------------------------------------------------------------------------------------------------- |
|      | 2010 | Rudolphous               | Països Baixos | Vijzelstraat 31 a Amsterdam                                                                        |
|      | 2011 | Mihai Petre              | Romania       | Imatge hivernal del monestir de Chiajna. El monestir està situat als afores de Bucarest.           |
|      | 2012 | Pranav Singh             | Índia         | Tomba de Safdarjung, Nova Delhi, Índia                                                             |
|      | 2013 | David Gubler             | Suïssa        | Un RhB Ge 4/4 II amb un tren push-pull creua el viaducte de Wiesen entre Wiesen i Filisur, Suïssa. |
|      | 2014 | Konstantin Brizhnichenko | Ucraïna       | Monestir de les Muntanyes Sagrades, Sviatohirsk, Ucraïna.                                          |
|      | 2015 | Marco Leiter             | Alemanya      | Far de Westerheversand                                                                             |
|      | 2016 | Ansgar Koreng            | Alemanya      | El vestíbul del tribunal regional de Berlín, Alemanya                                              |
|      | 2017 | Prashant Khatore         | Índia         | El temple de Khandoba a Pune                                                                       |
|      | 2018 | Alireza Akhaghi          | Iran          | Mesquita del xeic Lotfollah                                                                        |
|      | 2019 | Marian Naworski          | Polònia       | Església evangèlica abandonada                                                                     |
| TBA  | 2020 | TBA                      | TBA           | TBA                                                                                                |

## Spin-offs

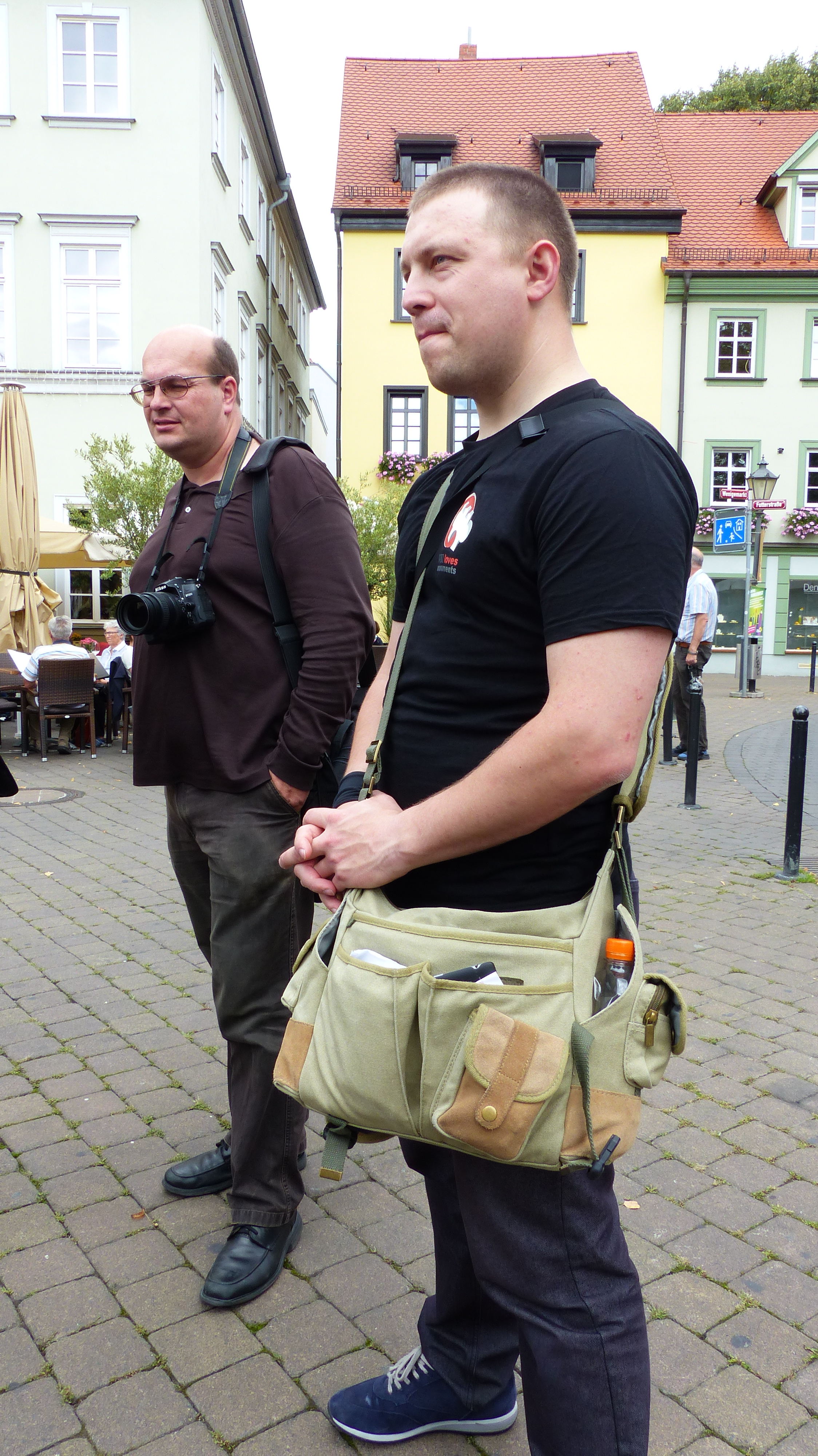
Viquipedistes assistint a Wiki Loves Monuments a Erfurt

Diverses derivacions basades en Wiki Loves Monuments s’organitzen dins del moviment Wikimedia en l'àmbit local i internacional. Generalment segueixen els conceptes bàsics de Wiki Loves Monuments i diferencien sobretot en el seu abast i els canvis en algunes de les regles.
- La primavera de 2013, un concurs fotogràfic anomenat Wiki Loves Earth es va organitzar a Ucraïna amb un enfocament principal a fer fotografies dels llocs del patrimoni natural a Ucraïna i posteriorment penjar-les a Wikimedia Commons.[11]
- Pocs mesos després, Wikimedia Sweden i Europeana van iniciar un concurs fotogràfic amb el nom de Wiki Loves Public Art amb l'objectiu d'augmentar el nombre de fotografies preses d'obres d'art públiques.[12] El projecte es va organitzar a cinc països i va donar lloc a més de 9.250 fotografies penjades.[13]
- A la tardor de 2013, el concurs fotogràfic Wiki Loves Cultural Heritage es va organitzar a Macedònia del Nord, ampliant l’abast de Wiki Loves Monuments per incloure el patrimoni cultural en qualsevol forma, tant tangible com immaterial, inclosos monuments, llocs patrimonials, plats, vestits, tapissos, artesania, danses i altres elements de la cultura tradicional.[14]